# Grand Falls-Windsor
Grand Falls-Windsor est une ville canadienne située au centre de l'île de Terre-Neuve dans la province de Terre-Neuve-et-Labrador. La ville fut incorporée le 1er janvier 1991 à la suite de la fusion des villes de Grand Falls et de Windsor.

## Économie
L'usine de pâtes et papiers AbitibiBowater a fermé ses portes en 2009.

## Démographie
| 1935  | 1951  | 1966   | 1971   | 1981   | 1991   |
| ----- | ----- | ------ | ------ | ------ | ------ |
| 5 691 | 7 601 | 14 143 | 14 321 | 14 512 | 14 683 |

| 2001   | 2006   | 2011   | 2016   | 2021   | - |
| ------ | ------ | ------ | ------ | ------ | - |
| 13 340 | 13 558 | 13 725 | 14 171 | 13 853 | - |

## Climat
| Mois                                  | jan.       | fév.       | mars       | avril      | mai       | juin      | jui.      | août      | sep.      | oct.      | nov.       | déc.       | année           |
| ------------------------------------- | ---------- | ---------- | ---------- | ---------- | --------- | --------- | --------- | --------- | --------- | --------- | ---------- | ---------- | --------------- |
| Température minimale moyenne (°C)     | −12,8      | −13,3      | −8,7       | −2,3       | 2,7       | 6,8       | 11,3      | 11,2      | 6,9       | 2         | −2,2       | −8         | −0,5            |
| Température moyenne (°C)              | −7,7       | −8         | −3,8       | 2,3        | 8,1       | 12,7      | 17,1      | 16,8      | 12,2      | 6,4       | 1,4        | −4,1       | 4,5             |
| Température maximale moyenne (°C)     | −2,6       | −2,6       | 1,2        | 6,8        | 13,5      | 18,6      | 22,7      | 22,3      | 17,4      | 10,7      | 4,9        | 0          | 9,4             |
| Record de froid (°C) date du record   | −35,6 1934 | −34,4 1975 | −30,6 1939 | −20,6 1946 | −8,3 1962 | −2,2 1934 | 0,5 1981  | 0 1958    | −6,7 1945 | −8,3 1939 | −17,8 1938 | −29,4 1972 | −35,6 22/1/1934 |
| Record de chaleur (°C) date du record | 12,5 1983  | 13 1981    | 20 1999    | 23 1986    | 29,4 1979 | 33,5 1999 | 34,4 1941 | 33,9 1937 | 30,5 2001 | 27,2 1938 | 20,6 1942  | 16,7 1969  | 34,4 24/7/1941  |
| Précipitations (mm)                   | 93,6       | 93,7       | 90,8       | 84         | 78,5      | 89,4      | 88,5      | 107,3     | 95,6      | 94,2      | 93,6       | 89,8       | 1 098,9         |
| dont neige (cm)                       | 59,8       | 59         | 49,7       | 27,4       | 4,2       | 0,6       | 0         | 0         | 0         | 3,5       | 21,6       | 49,2       | 275             |
| Nombre de jours avec précipitations   | 12,3       | 11,6       | 11         | 11,6       | 14,1      | 14,4      | 14,2      | 12,9      | 13,7      | 15,8      | 14,3       | 13,4       | 159,1           |
| Nombre de jours avec neige            | 9,8        | 9          | 6,8        | 4,2        | 0,86      | 0,09      | 0         | 0         | 0         | 0,1       | 3,5        | 9          | 44,2            |

| Diagramme climatique                                  |               |             |           |             |             |              |               |             |           |             |         |
| J                                                     | F             | M           | A         | M           | J           | J            | A             | S           | O         | N           | D       |
| −2,6−12,893,6                                         | −2,6−13,393,7 | 1,2−8,790,8 | 6,8−2,384 | 13,52,778,5 | 18,66,889,4 | 22,711,388,5 | 22,311,2107,3 | 17,46,995,6 | 10,7294,2 | 4,9−2,293,6 | 0−889,8 |
| Moyennes : • Temp. maxi et mini °C • Précipitation mm |               |             |           |             |             |              |               |             |           |             |         |